# Effet Osborne
L'effet Osborne est un phénomène social qui consiste pour des clients à annuler ou à reporter les commandes d'un produit d'une entreprise en raison de l'annonce d'un nouveau produit par celle-ci. Il s'agit d'un exemple de cannibalisation d'un produit.
Le terme fait référence à la société Osborne Computer Corporation (en), dont le futur produit (Osborne executive) a été annoncé plus d'un an avant sa commercialisation ce qui a largement contribué à la baisse des ventes de l'Osborne 1 et à la faillite de l'entreprise.

## Description

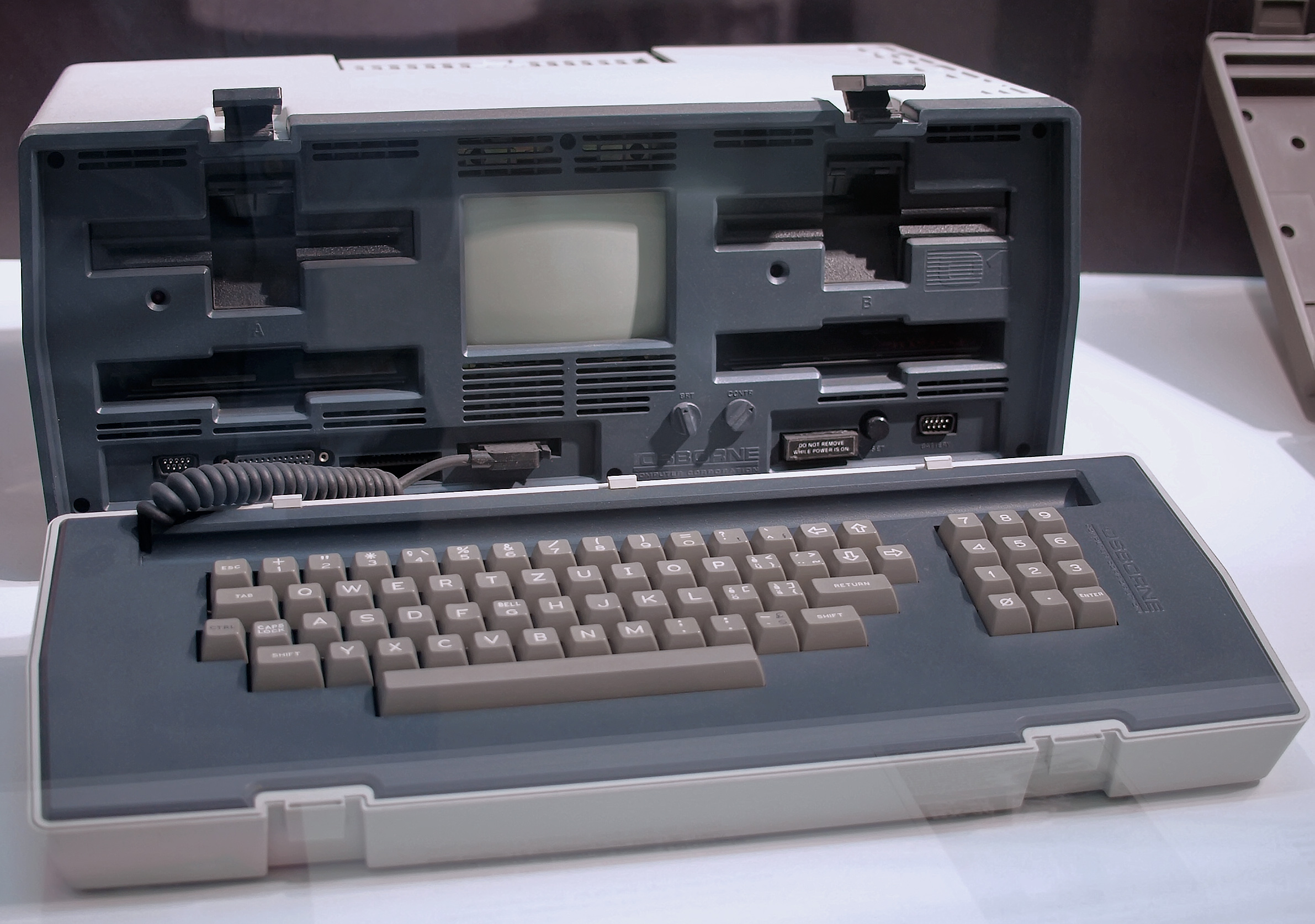
L'ordinateur Osborne 1, ouvert, au musée de la communication à Berne.

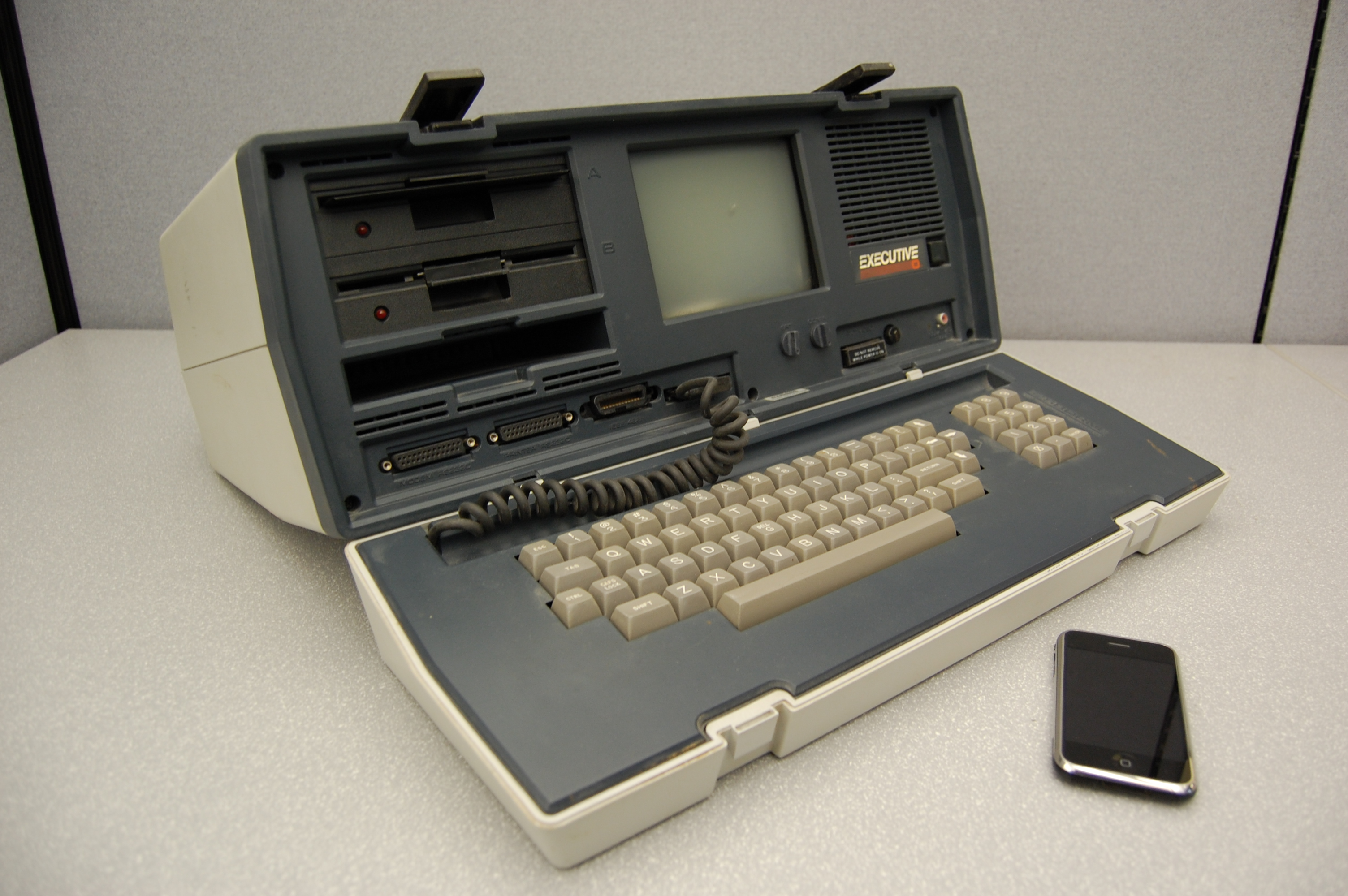
L'ordinateur portable Osborne Executive ouvert.

L'effet Osborne se produit lorsque le fait de parler prématurément de futurs produits non disponibles nuit aux ventes des produits existants. Le nom vient du remplacement prévu de l'Osborne 1, le premier ordinateur personnel vendu par l'Osborne Computer Corporation en 1981. Début 1983, le fondateur Adam Osborne présente le nouveau modèle (Osborne Executive) à des journalistes : des revendeurs ont connaissance de cela et stoppent les commandes de l'Osborne 1. Cela engendre une baisse des ventes de l'Osborne 1. La baisse des recettes ralentit Osborne dans la production du nouveau modèle et engendre finalement la faillite de la société en septembre 1983.

## Critiques
La croyance selon laquelle c'est l'annonce qui a provoqué la faillite de l'entreprise est néanmoins critiquée : selon un ancien employé d'Osborne, alors que le nouveau modèle Executive d'Osborne Computer était vendu au prix de 2 195 USD et était doté d'un écran de 7 pouces, dans le même temps, le concurrent Kaypro vendait un ordinateur doté d'un écran de 9 pouces pour 400 USD de moins. Il pense donc qu'une fois les stocks d'Osborne 1 écoulés, les clients se sont tournés vers Kaypro, ce qui a fait chuter les ventes mensuelles du nouveau modèle à moins de 10 % de celles de son prédécesseur.

## Exemples
En 1978, North Star Computers a annoncé une nouvelle version de son contrôleur de disquette avec une capacité doublée qui devait être vendue au même prix que la gamme existante. Les ventes des produits existants se sont effondrées. La société a failli faire faillite.
Au cours du second semestre 1997, après l'annonce de la Dreamcast, les ventes de consoles Saturn ont considérablement diminué et de nombreux jeux prévus ont été annulés, ce qui a considérablement réduit l'espérance de vie de la console. La disparition prématurée de la Saturn a incité les clients et les développeurs à être sceptiques et à attendre, ce qui a conduit entre autres à l'échec de la Dreamcast et à la sortie de Sega du marché des consoles de jeux vidéo.
En novembre 2017, des clients de Tesla pouvaient verser un acompte de 250 000 dollars pour réserver l'édition Founders de la Tesla Roadster 7, or en 2023 la voiture n'étant toujours pas disponible, cela reporte donc l'achat de véhicules par ces clients.
En 2023, Elon Musk pourrait ne pas avoir révélé un modèle Tesla coutant moins de 25 000 dollars, car les clients de Tesla auraient alors hésité à acheter un Model 3 ou une Model Y valant deux fois ce montant.